# 台灣番界
土牛界線又稱土牛、土牛溝或土牛紅線，是台灣在明鄭時首先設置、清治時普遍設置的界線。清政府採原漢隔離政策，承認原住民土地主權，並有種種措施來防止漢人侵墾臺灣原住民生活領域，時稱「番地」。該界線主要功能即在在於區分漢人與原住民的生活區域，避免雙方的衝突；或是漢人與原住民相結反清。而事實上，土牛紅線也代表清政府實際領土與原住民政權的分界線。也稱為土牛、番界，在日治時期後又寫做蕃界。

## 歷史

### 明鄭時期

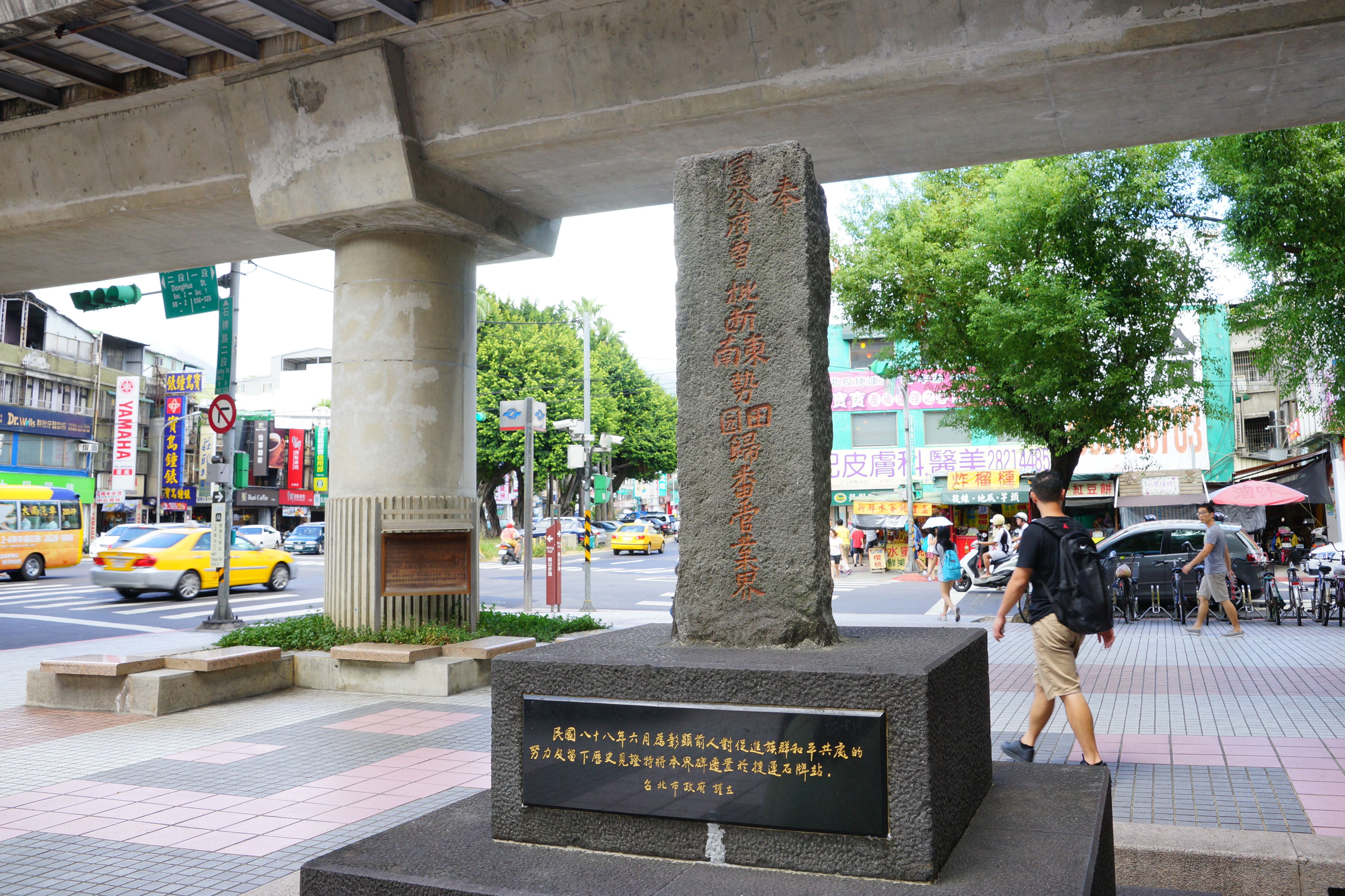
臺北捷運石牌站前佇立的石牌漢番界碑

鄭成功率領明鄭軍隊擊敗荷蘭東印度公司佔據台灣南部，大致承襲荷蘭王田制度，改為官佃、官田及營盤，而原本荷蘭的王田之外，即原住民的土地，則任由各文武官部下官兵隨意圈地、侵佔圈墾。1664年從參軍陳永華之議，頒布「屯田之制，以拓番地」「驅逐土番，大興開墾之業」寓兵於農的屯墾制度，實際上是挾武力進佔，掠奪番地，悉行墾殖土番固有地域，並在交界築土堆，以防番害，土堆狀似臥牛，故稱土牛，此成為後世劃定番界之始。為開發水沙連番地，派遣參軍林圯平定斗六門，以竹圍庄為根據地，率所部屯丁二百餘，自牛相觸口前進，驅逐土番至東北方之東埔蚋附近，遭鄒族鹿楮群（Luhtu）戰士襲擊，林圯及屯丁百餘悉被擊殺，後鄭氏遣軍追擊之，遠退至山後大水窟。由1895年日本文獻記載知母朥社（Tfuya，現多漢譯為特富野社）總頭目宇旺報告可知從鄭氏設立石碑，明（鄭）末清初漢、鄒界線大約沿著社口庄南北延伸，即八掌溪、牛稠溪等山麓谷口位置，而後直到清治後期的200多年間，在範圍內租地開墾的漢人，一直納租予鄒族人。:127

### 清朝
清初康熙以降，閩南與客家移民逐漸遷徙至臺灣，並與平埔族或其他臺灣原住民在開墾等事務上產生摩擦，尤與生番（高山區域原住民）衝突最烈，時有漢人侵犯土地，原住民出草抵禦的情況。為解決此衝突，清政府決定以番制番的政策治理，承認番民自治地權，自清康熙61年（1722年）起，採漢番隔離政策，官府於入山的重要路口，以立碑、立界方式來規範漢人生活區域，嚴禁漢人超越其區域；此碑界建物為「原漢界碑」（如：臺北市石牌）。並有種種措施來防止漢人侵墾「番地」。
清乾隆時期，由於福建南部與廣東東部開發已飽和，大量閩南人和客家人移民蜂湧來臺，與高山族原有碑界已經不能區隔漢人與原住民的邊界，整個民族界線已經向東方移動，清朝衙門決定另加以新的天然山川為新界線，又在交通要衝而山川不明顯之地另外「挖溝推土」方式，構成新的原漢界線，這便是「土牛紅線」。土堆俗稱「土牛」，加上深溝，故稱為「土牛溝」。除此，又因地圖上，常以紅線延伸其土牛溝所設置區域，因此又稱為「土牛紅線」，簡稱「土牛線」。在臺灣，也有多處地方直接以土牛作為地名，代表乾隆早期位於土牛界沿線。
土牛界線做為分界的原初構想，以西為漢人、以東為歸化的平埔族、再往東自山腳起則為未歸化的族群。乾隆時期，土牛界線隨著漢人的拓墾資及清廷的開放，曾多次調整，所以在1750年畫出紅線後，乾隆中晚期，1760年另外又畫出「藍線」、1784年畫出「紫線」（紫線只見規劃，未曾定案）、1790年畫出「綠線」來取代土牛紅線。而往內山移動新畫出的界線調整為以西為漢人、歸化的平埔族與移住的屯番。:47-49到了嘉慶年間以後，朝廷不再畫線，漢原界線往往另以台灣各地「隘勇線」取代了前述的各條舊界線。
《大清律例》中雖明文規定「凡民人偷越定界，私入臺灣番境者，杖一百」，但仍無法制止漢人越界開墾。

### 日治時期
1895年臺灣日治時期開始，臺灣總督府承認清治晚期的隘勇制度與「隘勇線」，並仍基本上沿襲舊有武力壓制臺灣原住民的基本政策。「蕃界」在日治時期主要是用來指涉關於蕃地的事務，而蕃界一詞本身應該是單純用來指稱原住民的生活和活動領域。

## 現存遺跡

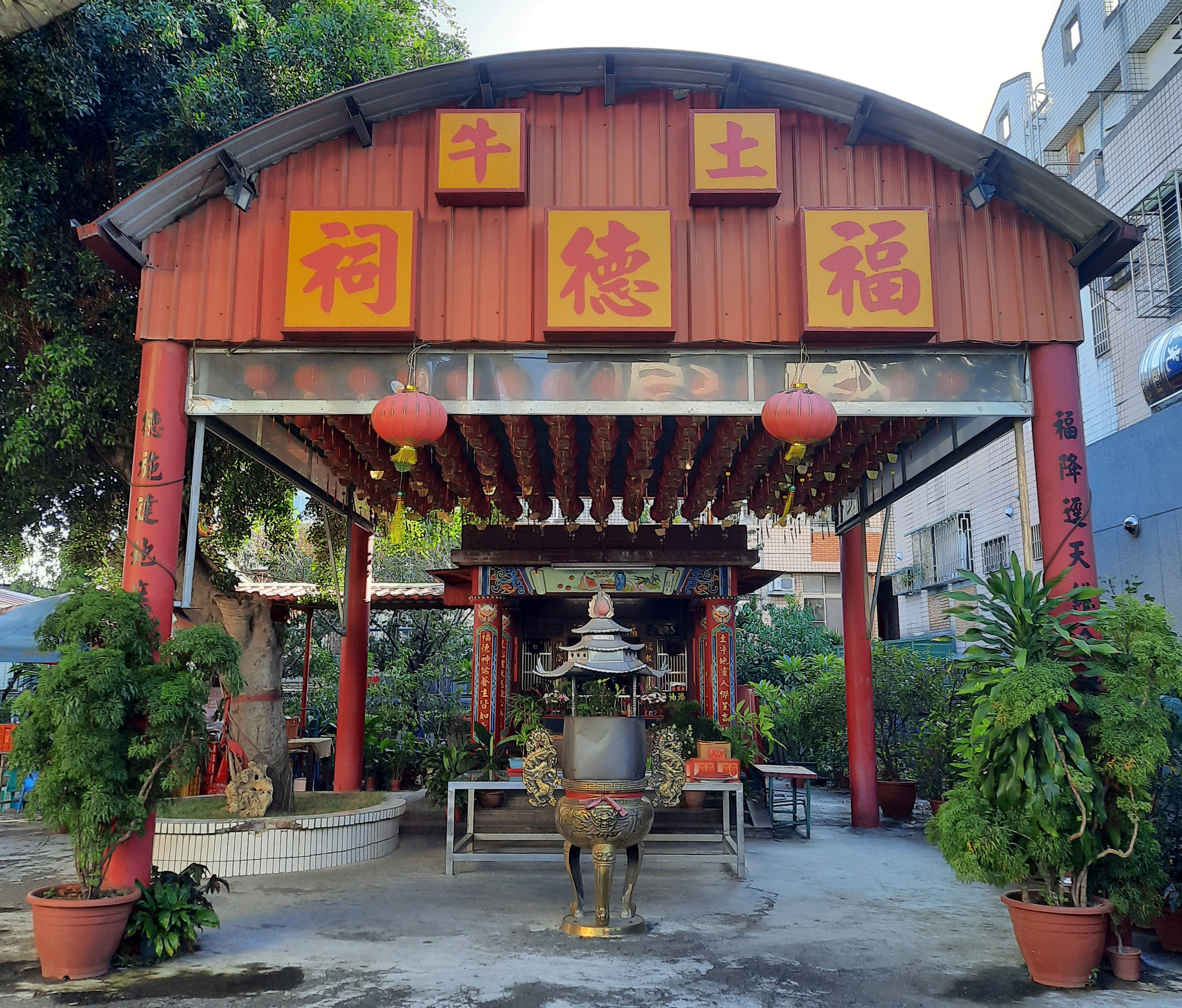
台中市東區東信里土牛福德祠，與土牛界線有關的地點。

今臺灣桃園市楊梅區或臺中市石岡區等地仍可見土牛界線遺跡。另外，許多地名且與土牛界線有關，如：新北市土城區、桃園市平鎮區土牛溝、新竹縣竹北市隘口里、苗栗縣頭份市及西湖鄉、臺中市石岡區土牛里、臺中市東區十甲里及東信里也有土牛的地名。
關於土牛溝的現址考證方法，另有學者李宗信，利用日本時代的土地申告書與GIS軟體進行地理編碼(GEOCODING)，取得更精確的現址考證論說。。